# 15 Dywizja Zmechanizowana im. Gwardii Ludowej
15 Dywizja Zmechanizowana im. Gwardii Ludowej (15 DZ) – związek taktyczny Sił Zbrojnych PRL.
Znakiem taktycznym malowanym na pojazdach dywizji był biały prostokąt.

## Formowanie i zmiany organizacyjne
15 Dywizja Zmechanizowana powstała w 1954, w wyniku  przeformowania 15 Dywizji Piechoty. Dywizję zorganizowano wg etatów dywizji zmechanizowanej typu B jako związek taktyczny wchodzący w skład 8 Korpusu Armijnego. W 1957 dywizję włączono w skład 1 Korpusu Pancernego. W 1958, po rozwiązaniu 1 KPanc, 15 Dywizję Zmechanizowaną podporządkowano dowódcy Warszawskiego Okręgu Wojskowego. 
W 1961 zakwalifikowano dywizję do grupy skadrowanych dywizji szkolnych.
Jej pułki zmechanizowane miały zróżnicowaną organizację. Pierwszy typ pułku zmechanizowanego posiadał: dwa bataliony szkolne (rozpoznawczy i czołgów średnich) i dwa bataliony piechoty zmotoryzowanej. Stan osobowy tego typu pułku stanowiło 1139 żołnierzy, a na jego uzbrojeniu znajdowało się 20 czołgów T-54A, 2 transportery opancerzone BTR-40, 6 armat przeciwpancernych 85 mm, 4 działa bezodrzutowe 82 mm, 4 armaty przeciwpancerne 57 mm, 6 moździerzy 120 mm, 6 moździerzy 82 mm, 4 zestawy PKM-2 i 49 granatników RPG-2.
Pułk zmechanizowany drugiego typu miał: jeden szkolny batalion czołgów oraz trzy bataliony piechoty zmotoryzowanej, w tym dwa skadrowane; liczył 646 żołnierzy. Jego sprzęt bojowy składał się z 30 czołgów T-34/85 i 1 transportera BTR-152. Trzeci typ pułku zmechanizowanego posiadał: dwa bataliony szkolne (piechoty zmotoryzowanej i czołgów) oraz dwa bataliony piechoty zmotoryzowanej, w tym jeden całkowicie skadrowany. Etatowo w pułku było 1097 żołnierzy. Uzbrojenie obejmowało: 30 czołgów T-34/85, 1 transporter opancerzony BTR-152, 6 armat przeciwpancernych 85 mm, 4 działa bezodrzutowe 82 mm, 4 armaty przeciwpancerne 57 mm, 6 moździerzy 120 mm, 6 moździerzy 82 mm, 7 karabinów przeciwlotniczych PKM-2 i 46 granatników RPG-2.

W pułku czołgów średnich typowe kompanie czołgów zastąpiły pododdziały szkolne. Oprócz tego była tam kompania obsługi. Szkolny charakter pułku powodował, że jego stan osobowy wynosił 1159 żołnierzy. Sprzęt bojowy stanowiło 40 czołgów T-54A.
W 1988 dywizję rozformowano, a na jej bazie powstała 15 Baza Materiałowo-Techniczna.
1 września 1993, na bazie 15 BMT, dywizja sformowana została powtórnie. Przyjęła nazwę 15 Warmińsko-Mazurskiej Dywizji Zmechanizowanej.

## Skład i dyslokacja (1960)
- dowództwo i sztab (Olsztyn)
- 50 pułk zmechanizowany (Lidzbark)
- 75 pułk zmechanizowany (Bartoszyce)
- 94 pułk zmechanizowany (Morąg)
- 35 pułk czołgów (Ostróda)
- 55 dywizjon artylerii haubic (Morąg)
- 95 dywizjon artylerii haubic (Morąg)
- 19 dywizjon artylerii rakietowej (Morąg)
- 46 dywizjon artylerii przeciwlotniczej (Olsztyn)
- 12 batalion rozpoznawczy (Biskupiec)
- 46 batalion saperów (Olsztyn)
- 27 batalion łączności (Olsztyn)

## Żołnierze dywizji
Dowódcy dywizji 
- płk Zygmunt Olędzki
- płk Leonid Łapiński
- płk Janusz Sieczkowski (od IV 1966)
- płk / gen. bryg. Jan Światowiec (1969–1971)
- gen. bryg. Jan Czarnecki
- płk dypl. Zdzisław Ostrowski (od 1976)
- płk dypl. Zygmunt Skotnicki
- płk dypl. Józef Flis (1986–1988)

Oficerowie sztabu dywizji
- Apoloniusz Golik